# Jaap Kroon
Jaap Kroon (25 augustus 1946) is een Nederlands politicus van het CDA.
Kroon was in de periode 1970 tot 1990 eigenaar/directeur van een technisch installatiebedrijf. In 1990 werd hij wethouder van de gemeente Haarlemmermeer en daarnaast was hij van 1990 tot 1993 hoogheemraad van het Waterschap Groot-Haarlemmermeer. Bovendien was hij in de periode 1992 tot 1999 lid van het dagelijks bestuur van het Regionaal Orgaan Amsterdam (tegenwoordig Stadsregio Amsterdam).
Eind 1999 werd Kroon waarnemend burgemeester van Uitgeest. De reden om daar na het vertrek van burgemeester Van den Brink een waarnemend burgemeester aan te stellen was dat er in die regio een gemeentelijke herindeling speelde waarbij uiteindelijk de gemeenten Castricum, Akersloot en Limmen op 1 januari 2002 zouden fuseerden. Toen er meer duidelijkheid over die fusie was, werd in 2001 de vacature voor het burgemeesterschap van Uitgeest alsnog opengesteld waarbij de gemeenteraad Kroon verzocht om mee te solliciteren. In september 2001 werd hij daar bij Koninklijk Besluit benoemd tot burgemeester. Bijna vijf jaar later volgde zijn benoeming tot burgemeester van Urk.
Nadat was aangekondigd dat er in Urk strengere maatregelen werden genomen tegen brommerracen in de nacht voor Koninginnedag werd zijn appartement tot twee keer toe door jongeren belaagd waarbij de laatste keer ook een mislukte poging tot brandstichting plaatsvond. Hierop kreeg hij bewaking (zie brommerrellen).
Sinds 1 juli 2012 is Jaap Kroon gepensioneerd.